# Funkcja wagowa
Jeśli określimy iloczyn skalarny w przestrzeni Hilberta {\displaystyle L^{2}(\Omega ),} gdzie {\displaystyle \Omega } jest dowolnym zbiorem mierzalnym, z miarą {\displaystyle \mu } przez
{\displaystyle \langle f,g\rangle =\int \limits _{\Omega }f(x){\bar {g}}(x)\omega (x)d\mu .}
Wówczas funkcja {\displaystyle \omega (x):\Omega \to \mathbb {C} } jest nazywana funkcją wagową tego iloczynu skalarnego.
Często mamy do czynienia ze szczególnym przypadkiem, kiedy zamiast {\displaystyle \mathbb {C} } występuje jego podciało – {\displaystyle \mathbb {R} .}